# Kutasó
Kutasó é um município da Hungria, situado no condado de Nógrád. Tem 6,05 km² de área e sua população em 2015 foi estimada em 79 habitantes.